# Доротея Хедвига фон Брауншвайг-Волфенбютел
Доротея Хедвига фон Брауншвайг-Волфенбютел (на немски: Dorothea Hedwig von Braunschweig-Wolfenbüttel, * 3 февруари 1587 във Волфенбютел, † 16 октомври 1609 в Цербст) от род Велфи (Среден Дом Брауншвайг) е принцеса от Брауншвайг-Волфенбютел и по съпруг – княгиня на Анхалт-Цербст.
Тя е единствена дъщеря на херцог Хайнрих Юлий фон Брауншвайг-Волфенбютел (1564 – 1613) и първата му съпруга Елизабет Доротея Саксонска (1563 – 1587), дъщеря на курфюрст Август от Саксония. Майка ѝ умира през 1587 г. при нейното раждане. Баща ѝ се жени през 1590 г. за принцеса Елизабет Датска.
На 29 декември 1605 г. Доротея Хедвига се омъжва във Волфенбютел за принц Рудолф фон Анхалт-Цербст (1576 – 1621), който става през 1606 г. княз на Анхалт-Цербст.
Доротея Хедвига умира по време на рждането на нейното четвърто дете, една мъртвородена принцеса. Княгинята е погребана в църквата „Св. Бартоломей“ в Цербст.

## Деца
Доротея Хедвига и Рудолф имат децата:
- дъщеря (*/† 1606)
- Доротея (1607 – 1634)

∞ 1623 херцог Август II Млади фон Брауншвайг-Волфенбютел (1579 – 1666)
- Елеонора (1608 – 1680)

∞ 1632 херцог Фридрих фон Шлезвиг-Холщайн-Норбург (1581 – 1658)
- дъщеря (*/† 1609)